# Njemačka reprezentacija u hokeju na ledu
Njemačka reprezentacija u hokeju na ledu predstavlja državu Njemačku u športu hokeju na ledu.

## Uspjesi
- olimpijske igre:
  - prvaci: -
  - doprvaci:
  - treći: 1932.